# Chiesa di Sant'Andrea (Trani)
La chiesa di Sant'Andrea è una chiesa di Trani sita in via Mario Pagano.

## Storia
Fu eretta intorno all'anno 1000. Fino al 1644 fu intitolata a San Basilio e veniva officiata da monaci di rito greco.

### Miracolo eucaristico
All'interno della chiesa si conserva una teca d'argento, nella quale sono riposti i resti di un'ostia consacrata fritta, frutto di un miracolo eucaristico.
Il miracolo sarebbe avvenuto intorno all'anno 1000: nel giorno del Giovedì santo una donna ebrea in questa chiesa sottrasse abilmente un'ostia consacrata e, giunta a casa, volendo verificare l'effettiva presenza di Cristo, la pose in olio bollente: questa sarebbe divenuta carne, prendendo a sanguinare abbondantemente.
L'arcivescovo, accorso alla notizia del sacrilegio, ordinò una processione penitenziale riparatoria, che da allora viene tenuta ogni anno durante la processione dei Misteri del Venerdì santo.

### XXI secolo
Svolge ruolo di rettoria, ed è sede del gruppo di preghiera devoto a Padre Pio, che ogni anno porta in processione l'effigie del santo nel giorno della morte di San Pio.
Durante il periodo natalizio essa è adorna di un presepe devozionale che rafforza la tradizione di questa chiesa nella santificazione del Natale; infatti fino agli anni cinquanta erano esposte alla venerazione dei fedeli le statue della Sacra Famiglia, che erano portate in processione nel giorno di Natale. Esse vi rimasero fino a quando, per ordine dell'arcivescovo di Trani mons. Francesco Petronelli, si decise la nuova collocazione nella nuova chiesa parrocchiale di San Giuseppe da dove tuttora, nella sera del 24 dicembre, le suddette statue escono processionalmente collocate nel cosiddetto Carro della natività.

## Descrizione
Dal punto di vista architettonico si presenta compatta, la sua facciata attuale non ha conservato il disegno originario e risale a epoca successiva.
La sua pianta, costruita sul modello di quelle bizantine, è a croce greca con tre navate, divisa da quattro colonne di granito di rempiego terminanti con delle piccole absidi.
All'interno, la cupola emisferica sorge al centro della navata mediana, sorretta da quattro colonne che indicano, per il loro fusto capovolto, la loro provenienza pagana.
È una delle poche chiese antiche a una cupola rimasta perfettamente intatta in Puglia.

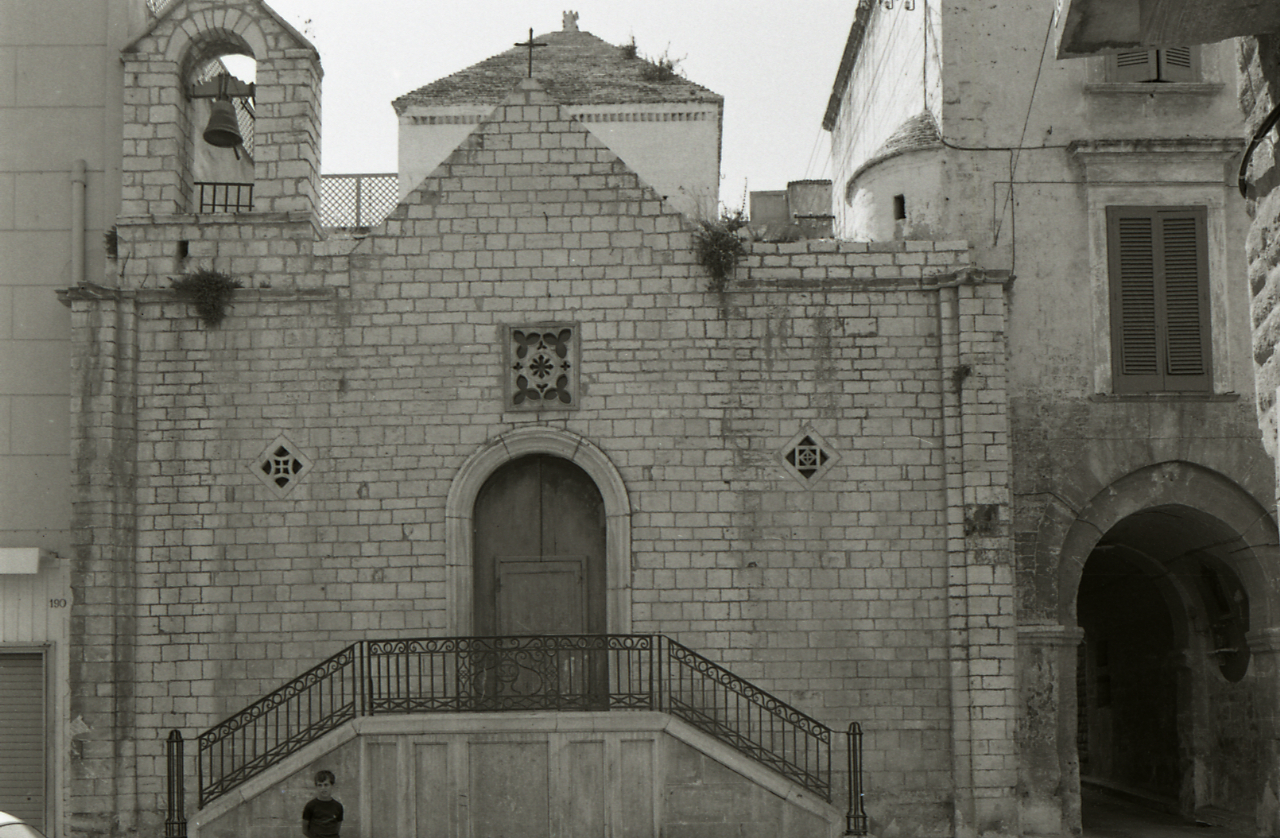
La facciata in una foto di Paolo Monti, 1970
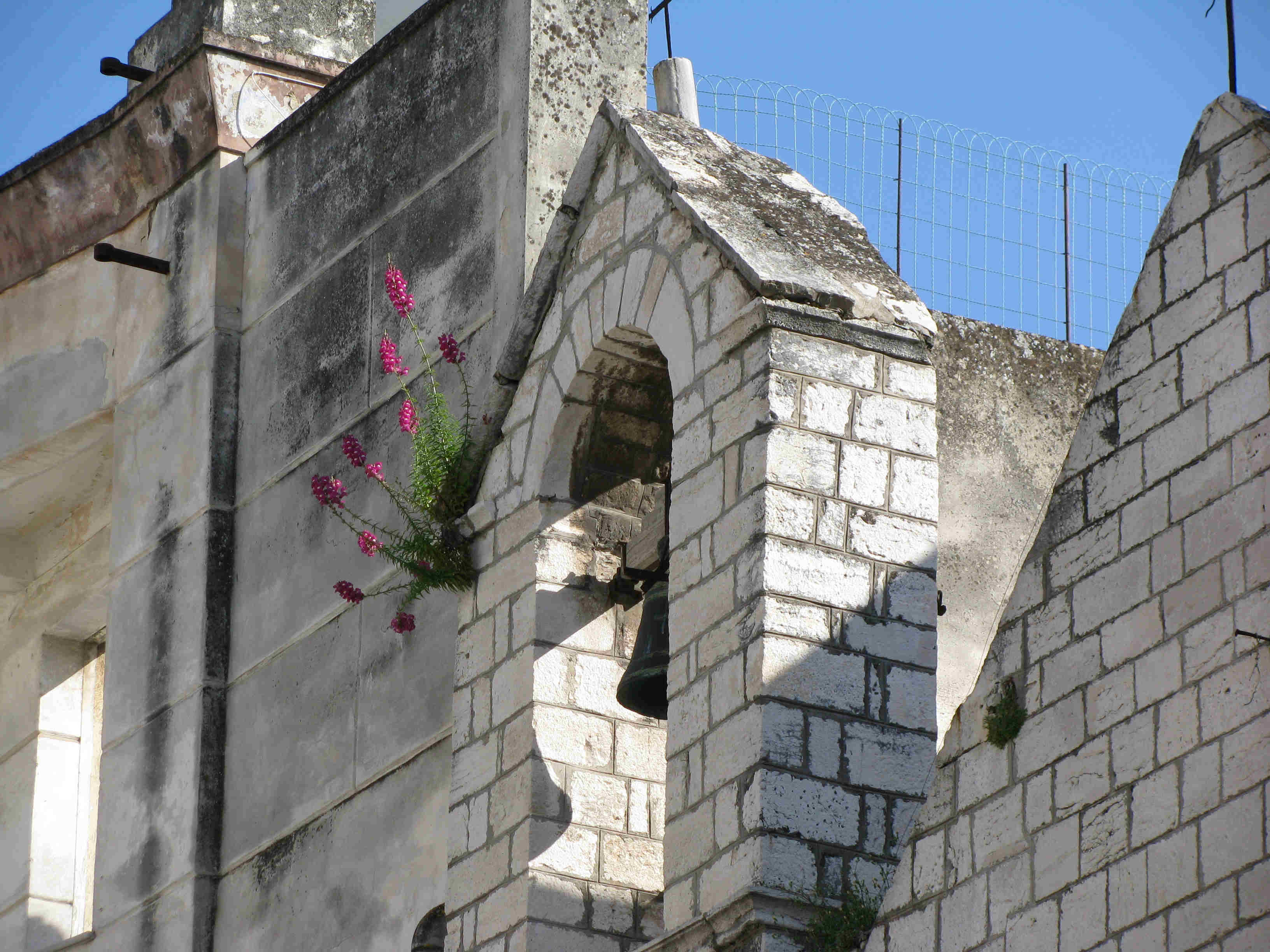
chiesa di Sant'Andrea (dettaglio)